# Clusivius spectabilis
Clusivius spectabilis är en insektsart som beskrevs av William Lucas Distant 1917. Clusivius spectabilis ingår i släktet Clusivius och familjen vedstritar. Inga underarter finns listade i Catalogue of Life.